# Латай Макар Калістратович
Макар Латай (1881, с. Чаплі, Новомосковський повіт, Катеринославська губернія, нині у складі Дніпра — квітень 1949, с. Троїцьке Синельниківський район, Дніпропетровська область, Україна) — член Катеринославської «Просвіти» з 26 травня 1913, активіст українського культурного руху в Катеринославі. Жертва російського окупаційного терору. 

## Життєпис
Походив з селян, у його батька Калістрата була велика родина, діти — Савелій, Пилип, Роман. Макар, Павло, Галина та Векла. Латай навчався в Чаплях у церковно-парафіяльній школі, де закінчив чотири класи. Потім — у залізничному училищі (напевне, в Катеринославі) на «майстра вагових справ». Можливо, під час навчання в Катеринославі чи згодом брав участь у роботі товариства «Просвіта».
Чи працював Латай за фахом — невідомо. Приблизно в 1905 вже мав власну родину, згодом народилися діти Пилип (1907), Федір (1909), кілька дітей, які померли, Василь (1919), Марія (1921), Надія (1923), Павло (1924).
Коли Латай одружився, його брати і сестри мали свої сім’ї, усі вони жили разом коло свого батька Калістрата. Той мав свою землю, худобу. Разом обробляли землю, збирали врожай. Усі їхні прибутки розподіляв голова родини Калістрат — кому що купити, що у господарство придбати. Під наглядом батька вся родина жила працьовито, дружно і відтак — заможно. Поступово кожному збудовано окрему хату в Чаплях і всі жили окремо або, як казали в селі, на відділі.
У Першій світовій війні та в революційних подіях Латай участі не брав. З родиною господарював на землі індивідуально, маючи власну землю, пару коней, пару волів та свій інвентар, старанно обробляв землю разом з синами Пилипом і Федором. Жили заможно. Окрім того, мав свою кузню, ремонтував у ній брички, плуги, сівалки, борони — у вільний від роботи в степу час, як гарний коваль, ремонтував добротно, якісно, тому до нього зверталися селяни з усіх Чапель. І тут йому допомагали старші сини.

«Батько був завзятий до роботи, — згадує молодший син Павло, — влітку з синами весь час працював у степу, а взимку — в кузні. Він не лінувався, завжди знаходив собі роботу, а ледарів та нероб дуже не любив. Через те в роки недородів оті ледарі та нероби голодували, а в сім’ї Латаїв їли білий хліб».

Латай цікавився літературою, любив читати книжки. Дітям своїм переповідав такі улюблені твори красного письменства — «Загублене щастя», драму Панаса Мирного «Лимерівна», драму Лесі Українки «Лісова пісня», п’єсу Івана Котляревського «Наталка Полтавка» та багато інших. Не відзначався великою релігійністю, але на свята відвідував церкву й розповідав дітям про Ісуса Христа.
Після Жовтневого перевороту 1917 в Чаплях організувалися сільськогосподарські товариства, які пропагували серед селян передові методи господарювання, вирощування врожаїв, догляду за худобою, заготівлі насіння для посіву тощо. Такі товариства Латай дуже вітав і брав участь у їх роботі. Про його діяльність у «Просвіті» бракує відомостей (народженим у 1920-х дітям він, можливо, вже не розповідав про це).

### Розкуркулення і арешт, заслання
З початком колективізації Латай примушували вступати до колгоспу, але він не давав згоди. Знав, що треба буде працювати на нероб і ледарів. Сам він нікого не експлуатував, найманих робітників не мав, І хоча Латай мав таке ж господарство, як і інші селяни, біднота вирішила: Латай живе заможно й не хоче вступати до колгоспу, тому треба його розкуркулити.
У 1929 активісти забрали з його садиби худобу, інвентар, зерно, повиносили з хати все, що там було (постіль, посуд, одяг), пограбувавши Латаїв «під чисту», а самих їх вигнали з хати. Через декілька днів Латая заарештовано і вивезено до Архангельська. Згодом його перевезено до Харкова, де він працював на одному з підприємств біля механізмів та верстатів. Працюючи сумлінно, навіть отримував зарплату.

«А ми з матір’ю,— згадує Павло Макарович Латай. — жили де попало: в закинутих хатах та сараях, голодували, бо мама не могла нас чотирьох прогодувати. Ось так і довелося прожити з простягнутою рукою аж до кінця 1931 року».

### Повернення із заслання
Нарешті, Латаю вдалося звільнитися з заслання (яким шляхом — невідомо).
У 1931 він їде до Запоріжжя, де влаштовується на роботу в майстерні по ремонту ватів за своєю давньою спеціальністю «майстра вагових справ». Тоді ж він перевіз родину до Запоріжжя.
Жили по найманих квартирах, голодували в 1933. Батько ремонтував та встановлював нові автомобільні, залізничні ваги. Коли будувалася «Запоріжсталь» (введено до ладу 1933), і там він встановлював ваги всіх категорій. З початком війни 1941 почали евакуюватися запорізькі підприємства. Латай з родиною переїжджає в с. Троїцьке Синельниківського району на Дніпропетровщині.
Тут жив син Федір, який разом з колгоспними коровами евакуювався на схід. Інші сини — Пилип та Василь воювали на фронті. Латай з дружиною і молодшими дітьми жили в цьому селі під час окупації. У 1943 з приходом Червоної армії мобілізовано сина Павла, який був в армії з вересня 1943 до закінчення війни у травні 1945, потрапив на Далекий Схід на війну з Японією.
Під час війни Латай ніде не працював, але підробляв вдома, щоб мати прохарчування. У 1943 мусив піти працювати до колгоспу в тому ж с. Троїцьке, хоч мав 62 роки. Працював у кузні, часто хворів, відбився на здоров’ї і голод 1947. Син Павло повернувся після служби в армії з Порт-Артура в липні 1947.
Батько був вже дуже слабкий від роботи і недоїдання. У квітні 1948 помер, похований у с. Троїцькому.